# اندیس سنگ آهن ماسوله قدیم
سنگ آهن ماسوله قدیم یک اندیس فلزی است که در حوالی شهر ماسوله استان گیلان قرار دارد و مادهٔ معدنی موجود در آن، آهن است.سنگ میزبان این اندیس اواخر دوران اول تا دوران دوم است  